# Surkhar Nyamnyi Dorje
| Tibetische Bezeichnung                              |
| --------------------------------------------------- |
| Tibetische Schrift: ཟུར་མཁར་མཉམ་ཉིད་རྡོ་རྗེ               |
| Wylie-Transliteration: zur mkhar mnyam nyid rdo rje |
| Andere Schreibweisen: Zurkar Nyamnyi Dorje          |
| Chinesische Bezeichnung                             |
| Vereinfacht: 宿喀•娘尼多吉; 苏喀·娘尼多吉           |
| Pinyin:Suka Niangni Duoji                           |

Surkhar Nyamnyi Dorje (* 1439; † 1475) war ein tibetischer Mediziner des 15. Jahrhunderts. Er gilt als der Begründer der Südlichen Schule der tibetischen Medizin, der Schule von Sur (ཟུར་ལུགས, Wylie: zur lugs). 
In einem seiner Werke, dem Man ngag bye ba ring bsrel, findet zum ersten Mal der Chinesische Raupenpilz (Ophiocordyceps sinensis) Erwähnung in der tibetischen Literatur.

## Zitat
„Von allen wunderbaren irdischen Freuden ist die Liebeslust die Essenz aller Sinnesfreuden.“

## Werke (Auswahl)
- Man ngag bye ba ring bsrel pod chung rab 'byams gsal ba'i sgron me. Lanzhou: Kan su'u mi rigs dpe skrun khang 1993 (bod kyi gso ba rig pa'i gna' dpe phyogs bsgrigs dpe tshogs)